# Burg Wachenbuchen
Die ehemalige Burg Wachenbuchen (auch ehemalige Burg derer von Buchen) war eine mittelalterliche Turmhügelburg (Motte) in Wachenbuchen, einem Stadtteil von Maintal im Main-Kinzig-Kreis in Hessen. Ihre Zuordnung zu einem Geschlecht ist umstritten.

## Lage
Die Reste der Anlage befinden sich etwa 600 Meter südöstlich des Ortsrandes von Wachenbuchen auf 108 Meter über Normalnull in einer feuchten Wiese (Flurnamen „An der Burg“ und „Krumme Hainwiese“), etwa 200 bis 300 Meter vom Waldrand entfernt. Der größte Teil wird heute von einer Feldholzinsel bedeckt, die sowohl dem Bodendenkmal als auch verschiedenen Tierarten Schutz bietet.
200 Meter östlich passiert die Römerstraße von Hanau nach Friedberg die Burgruine. Folgt man dem heute „Simmetsweg“ genannten Waldweg einen halben Kilometer in Richtung Hanau, kommt man zu einem römischen Brandhügelgrab des 2. Jahrhunderts n. Chr. (am Naturdenkmal Eiche), das zu einem dahinter liegenden Gutshof gehörte.

## Geschichte
Zur Anlage gibt es keinerlei zeitgenössische urkundliche Erwähnung. Ihr historischer Kontext erschließt sich aus der Ersterwähnung der nahe gelegenen Ortschaften Wachenbuchen, Mittelbuchen und des im späten Mittelalter wüst gewordenen Lützelbuchen vom 1. Juni 798 als marca bucha in einer Schenkungsurkunde an das Kloster Lorsch.
Seit dem Jahr 1122 treten in Urkunden des Mainzer Erzbischofs mehrere comites (=„Grafen“) auf, die sich nach diesem Ort „von Buchen“ nennen. Die Brüder Dammo und Siegebodo von Buchen werden mehrfach als Zeugen in verschiedenen Urkunden genannt. Seit 1143 wechselt Dammo seinen Namen (Herkunftsort) und unterschreibt als Dammo von Hagenowe (Hanau), wie auch sein Sohn Arnold, der ab 1144 in 21 Urkunden erscheint. Mit der Gründung der Burg Hanau scheint also auch ein Ortswechsel der Herrschaft verbunden zu sein. Wenn die Zuordnung des Adelsgeschlechts von Buchen zur heute Burg derer von Buchen genannten Burgruine richtig ist, stellt sie den Ursprung der späteren Herrschaft Hanau dar. Das spätere Amt Büchertal, Kerngebiet der Herrschaft Hanau, dürfte mit dem Herrschaftsbereich dieser Familie weitgehend identisch sein.
1175 wird zuletzt ein Dammo (der Jüngere) von Hanau erwähnt. Seit 1166/8 folgt ein anderes Geschlecht, die Familie von Dorfelden, in der Herrschaft nach, die sich anfangs nach der benachbarten Burg Dorfelden, seit 1191 nach der Burg Hanau benennt.
Die Burg in Wachenbuchen wurde in der Folge an Burgmannen aus dem niederen Adel zu Lehen gegeben, die seit 1222 in mehreren Urkunden genannt werden. Diese nennen sich wiederum von Buchen, beginnend mit Marquard von Buchen. Durch Erbteilung wurde das Lehen in der Folge zerstückelt. Möglicherweise steht ein Ausbau der Burganlage (weitere Vorburg im Südwesten) mit dieser Entwicklung im Zusammenhang. Doch verlor sie im 13. Jahrhundert ihre militärische Bedeutung. Die Ritter und Edelknechte, die sich weiterhin von Buchen nannten, lebten mehr als Gutsbesitzer denn als Soldaten und dürften sich entsprechend kaum noch auf der Burg aufgehalten haben.
Der jüngste Beleg für ihre Nutzung ist der Fund mehrerer Keramikscherben aus dem 14. Jahrhundert, danach dürfte sie verfallen sein und den Nachbarorten als Steinbruch gedient haben.

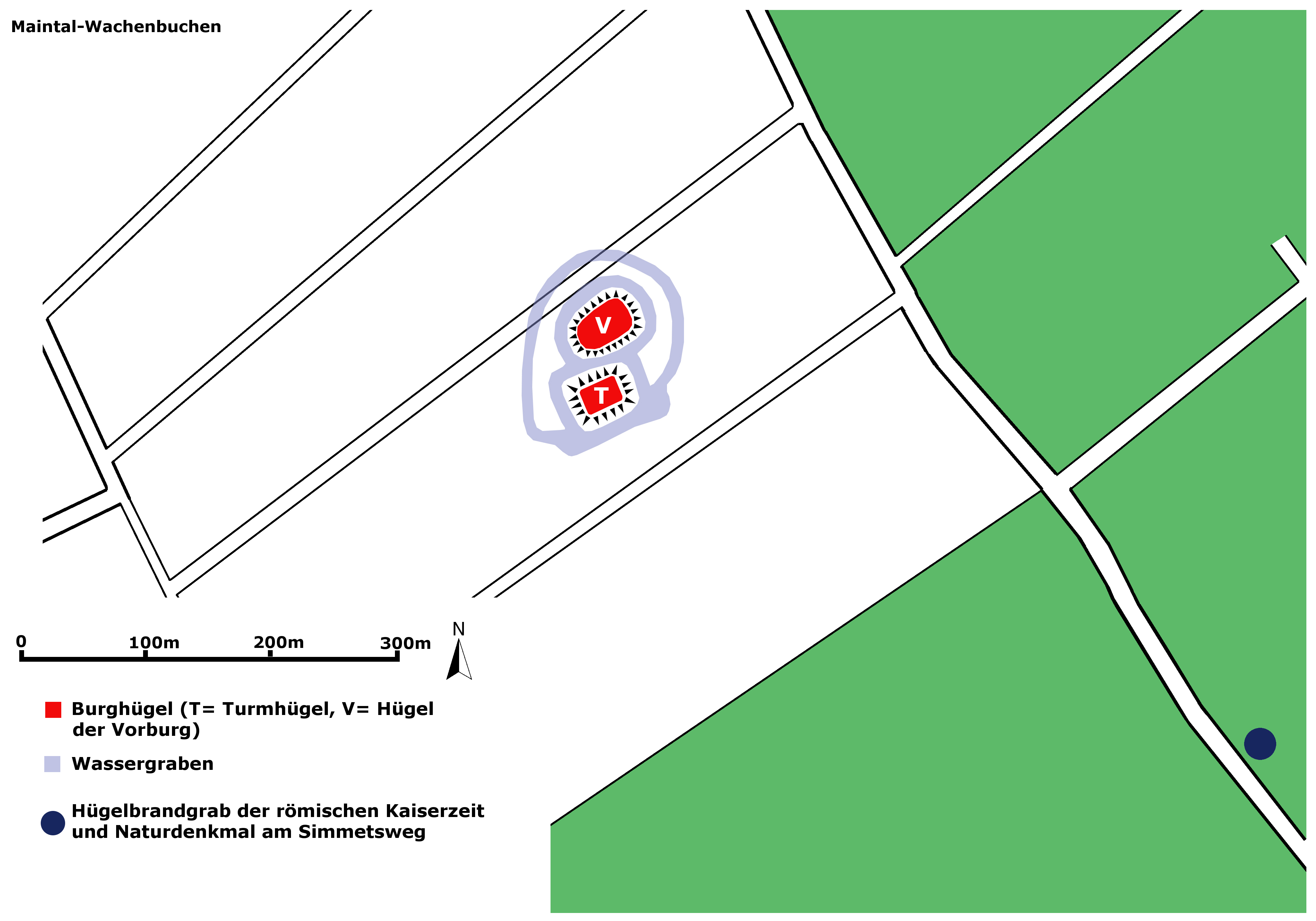
Ehemalige Burg derer von Buchen, Lageplan

## Erforschung
Die Zuordnung der Adelsgeschlechter zu der heute Burg derer von Buchen genannten Anlage bei Wachenbuchen ist nicht mit letzter Sicherheit erwiesen. Es handelt sich um eine Übereinkunft der Geschichtswissenschaft seit der Mitte des 19. Jahrhunderts, sie als ehemalige Burg derer von Buchen zu bezeichnen. Auf amtlichen Karten des Großherzogtums und Kurfürstentums Hessen trägt sie seit 1856 diesen Namen. In Wachenbuchen existiert keine weitere Burganlage, in Mittelbuchen die sogenannte Altenburg beim Kinzigheimer Hof, die geographisch aber zu weit entfernt liegt.
Archäologische Untersuchungen haben an dem Objekt nur sehr wenige stattgefunden. Eine Grabung des Hanauer Geschichtsvereins in den 1920er oder 1930er Jahren blieb weitgehend unpubliziert. 1993–1994 unternahm das Landesamt für Denkmalpflege Hessen eine topographische Aufnahme und Auswertung von Luftbildern. Dadurch konnte der Verlauf des Wassergrabens genau festgestellt werden und es wurde erkannt, dass die Burg anscheinend eine jüngere Bauphase mit einer weiteren Vorburg besitzt.

## Anlage

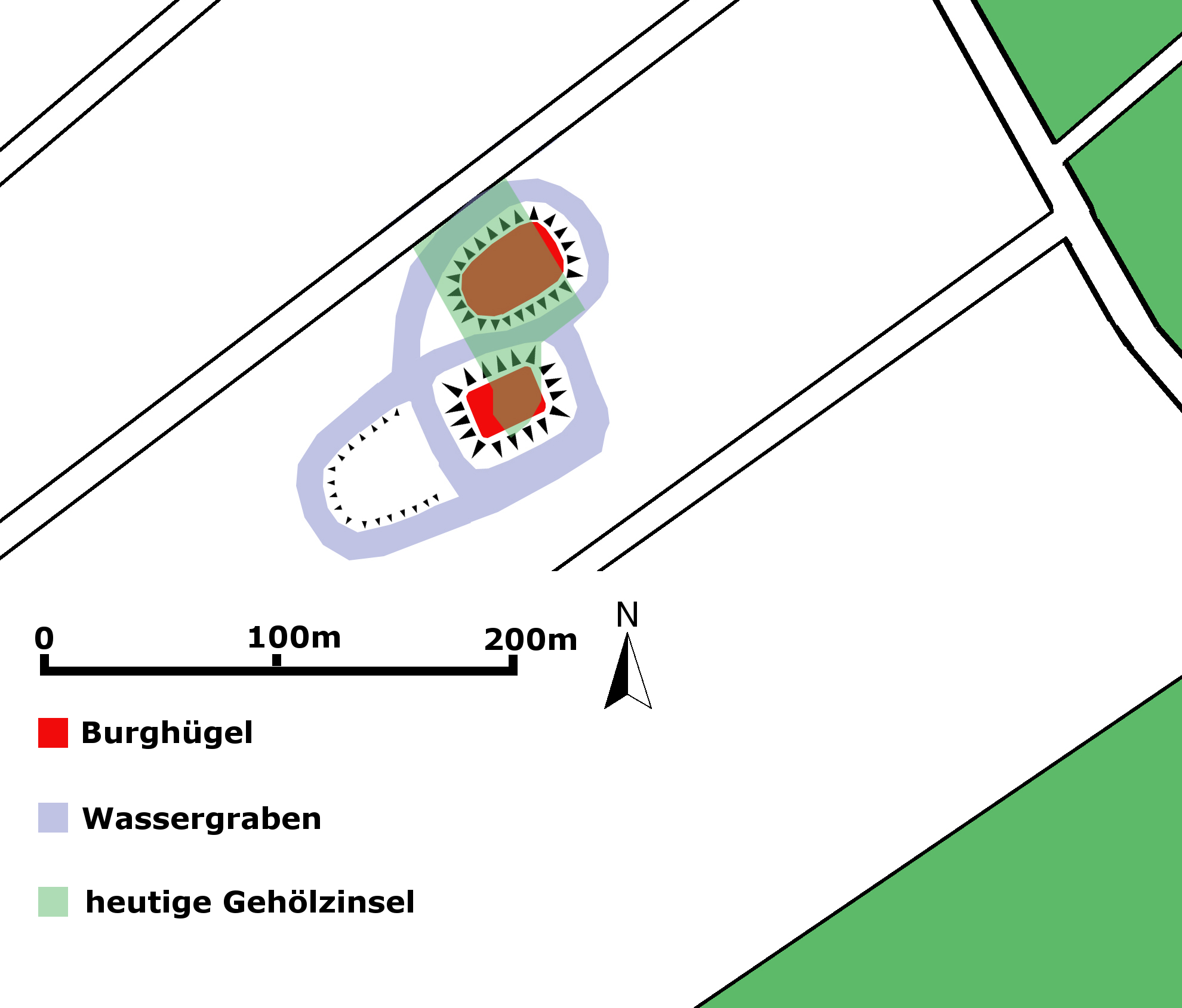
Ehemalige Burg derer von Buchen, Lageplan in der jüngeren Bauphase mit weiterer Vorburg im Südwesten

Bei der Burg derer von Buchen handelt es sich um das klassische Beispiel einer Motte, einer häufig anzutreffenden Niederungsburg des 11. und 12. Jahrhunderts. Die zeitgenössische Darstellung einer solchen Anlage findet sich auf dem Teppich von Bayeux. Diese Burgen wurden zunächst nur aus Wall, Graben und Holzpalisade errichtet, einige davon später in Stein ausgebaut. Der Aushub aus den Gräben wurde für die Wälle und einen zentralen Turmhügel verwendet.
Regionale Beispiele dafür finden sich in Oberursel (Burg Bommersheim) oder Bickenbach (Weilerhügel), bei letzterem ist der Turmhügel noch 11 m hoch erhalten. Auch die vom mutmaßlichen Burgherren gegründete Burg in Hanau wies zunächst einen ähnlichen Grundriss auf, wurde aber in den 700 Jahren ihres Bestehens mehrfach erweitert und umgebaut.

### Wohnturmhügel
Von der Anlage sichtbar ist besonders noch der Stumpf des Turmhügels im Süden, der 2 Meter (2,60 Meter gegenüber dem Graben) über den verebneten Hügelbereich aufragt. Er dürfte wesentlich größer und höher gewesen sein und bei einer annähernd rechteckigen Fläche von 40 × 50 m bei einer angenommenen Höhe von 5 Meter oben noch 20 mal 28 Meter Platz geboten haben. Das ist weit mehr als für einen einfachen Wohnturm, der an dieser Stelle anzunehmen wäre, notwendig ist.
Dieser Turm auf einem aufgeschütteten Erdhügel bildete den Kernbereich einer solchen Burg und diente zugleich als Wohnung und zentraler Wehrturm. Heute misst die Kuppe des verbliebenen Rests noch 6 mal 10 Meter. Sie wird teilweise vom Gehölz überdeckt und ist ansonsten größtenteils erodiert.

### Vorburg
NNW des Turmhügels befand sich die rechteckige-rundliche Vorburg, deren Hügel in der Gehölzinsel sichtbar ist. Dieser ist nur einen Meter hoch erhalten und misst 40 mal 60 Meter. Hier dürften sich die Wirtschaftsgebäude der Burganlage befunden haben. Dort angelegte Gräben und Schnitte brachten über etwaige Gebäude nur wenige Erkenntnisse. Einige Steinfunde legen nahe, dass die Gebäude in späterer Zeit womöglich in Stein ausgebaut wurden. Der Hügel der Vorburg ist heute durch unsachgemäße Schürfungen extrem zerwühlt, so dass kaum noch Aussichten auf neue Ergebnisse durch archäologische Untersuchungen bestehen.

### Wassergraben
Zwischen Vorburg und Turmhügel befand sich ein 10 Meter breiter Wassergraben, der beide Teile der Burg vollständig umschloss. Dieser innere Graben ist im Wäldchen noch gut erhalten.
Im Abstand von 10 Meter wird die gesamte Anlage von einem zweiten Wassergraben umschlossen, dazwischen befand sich vermutlich ein Außenwall. Der äußere Graben besitzt einen Umfang von über 400 Meter und schließt im Süden der Burg nahe dem Turmhügel an den inneren Graben an.

### Jüngere Bauphase
Der äußere Wassergraben erscheint auf Luftbildern im Südwesten der Anlage sehr undeutlich. Der Grund dafür ist, dass er wahrscheinlich schon im Mittelalter eingeebnet wurde. Er wird durch einen weiteren Graben quer geschnitten, der ein Areal im südwestlichen Vorfeld des Wohnturmhügels einschließt. Dieser Befund wird als jüngere Vorburg interpretiert. Möglicherweise wurden beim Bau der Vorburg der äußere Graben sowie der Außenwall eingeebnet.

## Denkmalschutz
Das Burggelände und die Bodendenkmäler in der Umgebung sind Kulturdenkmäler nach dem Hessischen Denkmalschutzgesetz. Alle Nachforschungen, seien es Grabungen, Schürfungen, Wühlereien, auch gezielte Fundaufsammlungen und Veränderungen am Bestand sind genehmigungspflichtig. Zufallsfunde sind den Denkmalbehörden zu melden.

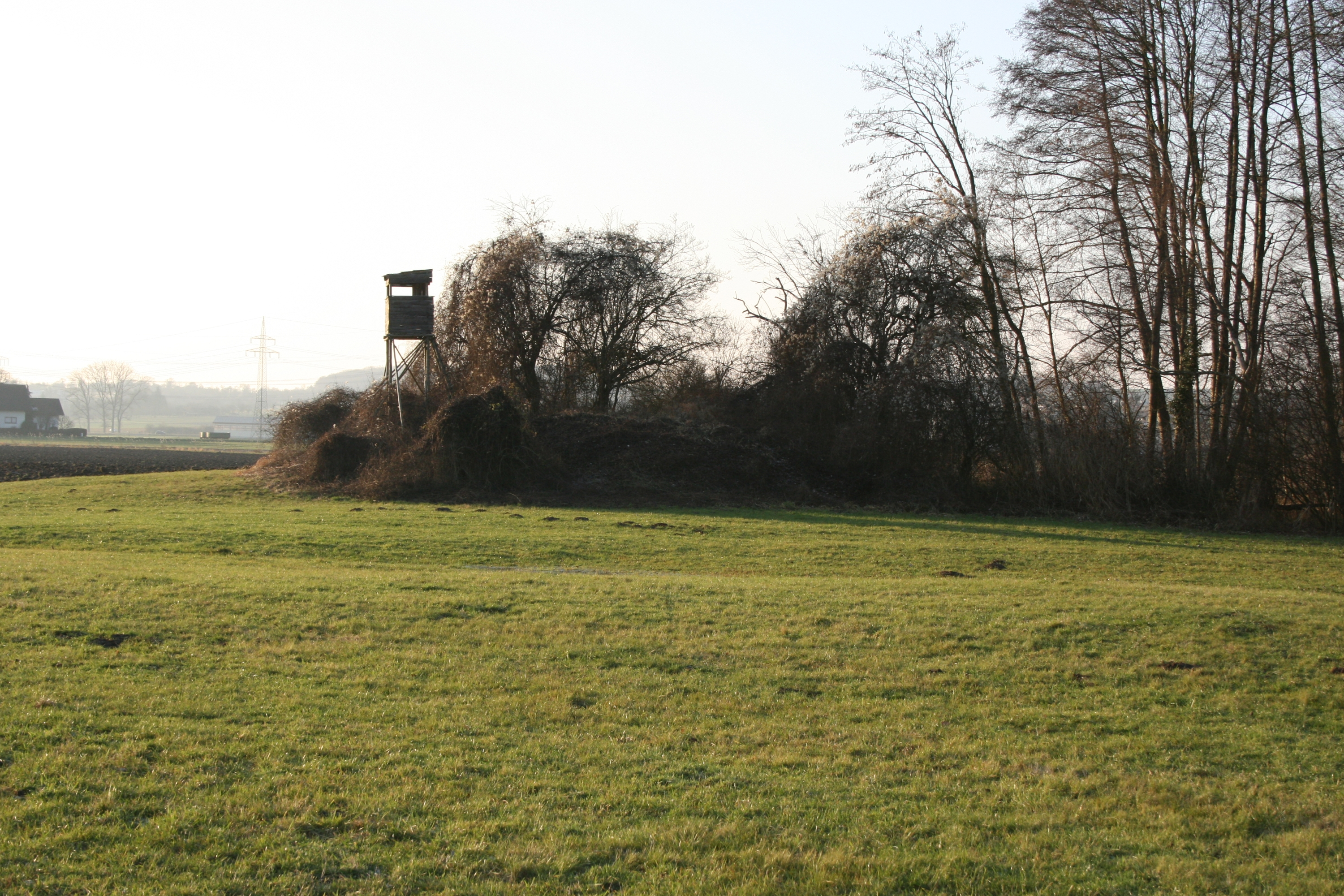
Detailansicht des Turmhügels von Südosten. Im Vordergrund sind noch die verebneten Burggräben sichtbar.
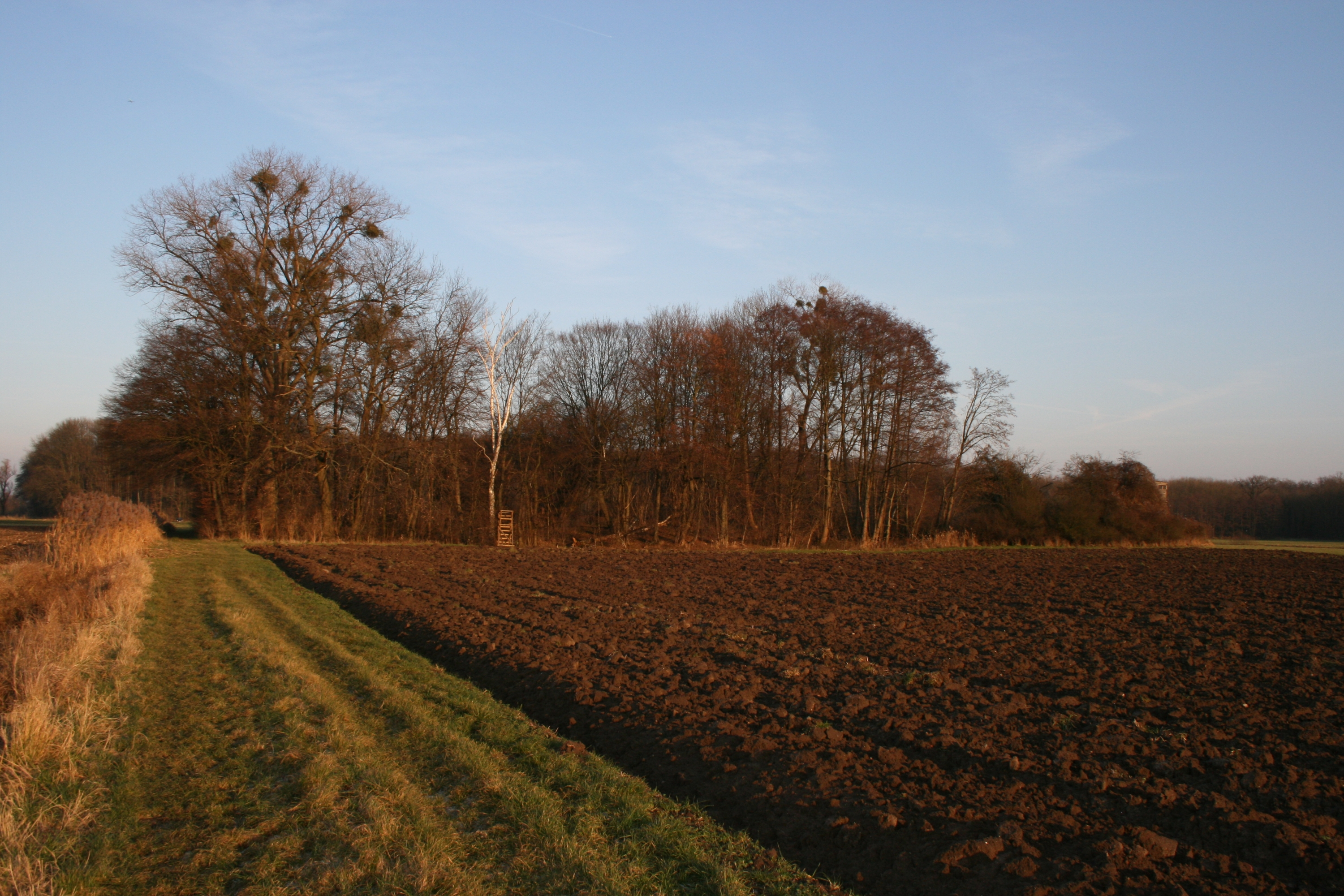
Ansicht von Nordwesten.
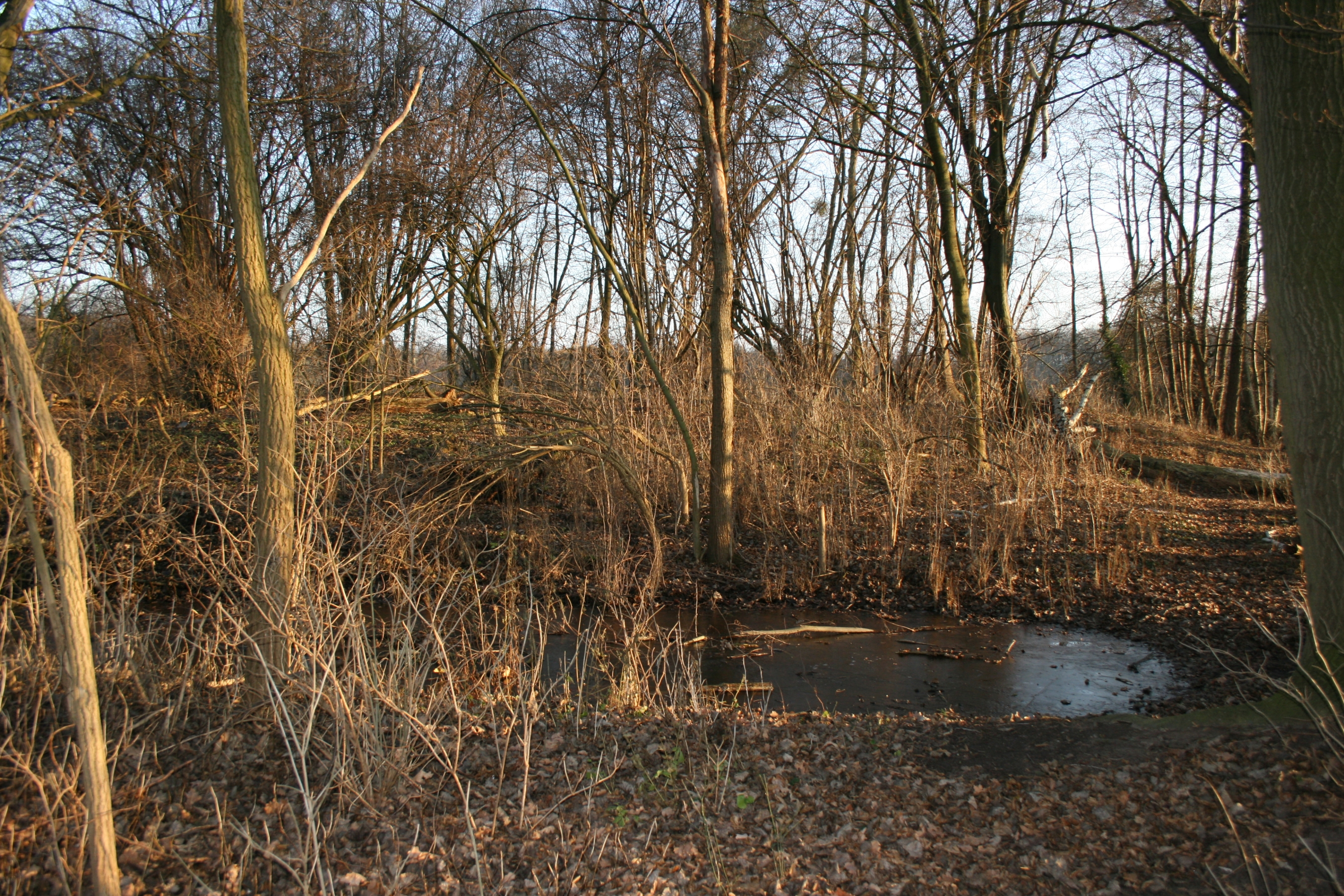
Im Inneren der Feldholzinsel ist noch der Wassergraben und dahinter der Hügel der Vorburg sichtbar.
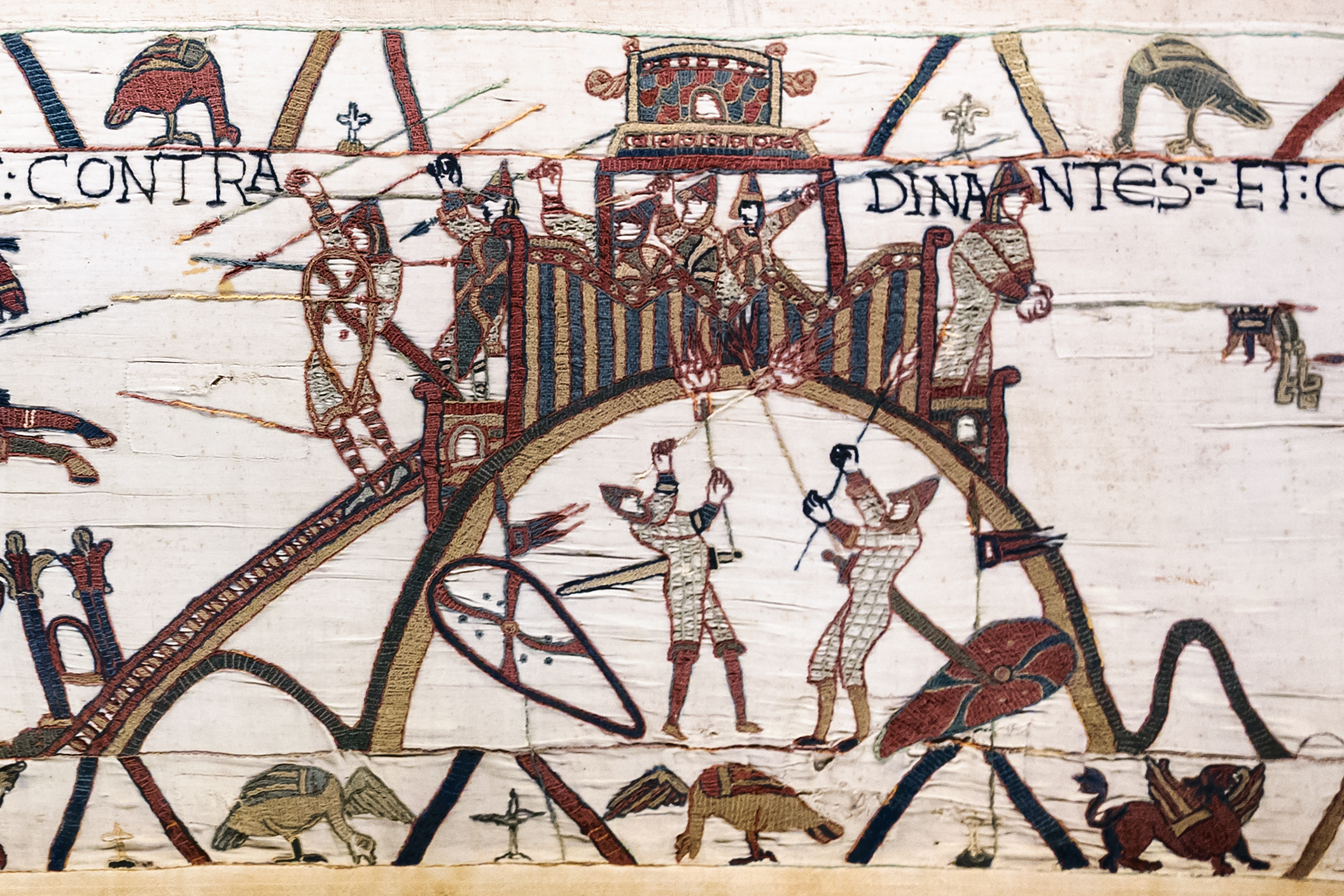
Angriff auf eine Motte (Burg Dinan), zeitgenössische Darstellung auf dem Teppich von Bayeux.